# فیات پانوراما
فیات پانوراما (Fiat Panorama) خودرویی است که در سال‌های ۱۹۸۰ تا ۱۹۸۶ در برزیل تولید شده‌است.
این خودرو در کلاس خودرو کامپکت کوچک قرار گرفته و طراحی آن خودروهای موتور جلو-محور جلو بوده طول آن در حالت طبیعی ۳٬۹۲۴ میلیمتر (۱۵۴٫۵ اینچ) و عرض آن در حالت طبیعی ۱٬۵۴۵ میلیمتر (۶۰٫۸ اینچ) است. سامانه جعبه‌دندهٔ آن ۵ دنده به صورت دستی است.